# Oud-Wisch
Oud-Wisch, ook bekend als kasteel Heuven en Netelbergh was een mottekasteel gelegen op de bestaande verhoging langs de rondweg Slingerparallel in De Heuven tussen Doetinchem en Etten in gemeente Oude IJsselstreek te Gelderland. Het kasteel was ooit het stamslot van de heren van Wisch. Het voormalige kasteelterrein is aangewezen als rijksmonument

## Geschiedenis
De datering van de bouw is onbekend, maar al in 1178 worden Sweder en Berend van Wisch vermeld. Zij werden begraven in het klooster Bethlehem te Gaanderen. De vroegst bekende vermelding van een "Castrum Wische" is afkomstig van een oorkonde uit het jaar 1285. Volgens sommige heeft dat jaartal betrekking op het nieuwe huis Wisch. Volgens anderen op het oude huis Wisch. Vanuit het stamslot dat aan de westoever lag werd aan de oostoever van de Oude IJssel, het huidige kasteel Wisch gesticht. Het is onbekend wanneer dit stamslot van de heren van Wisch is verdwenen. Mogelijk is het in 1531 verwoest door de Gelderse veldheer Maarten van Rossum tijdens de belegering van Terborg, tijdens de latere Slag bij Terborg (1584) speelt het kasteel geen rol meer. Op het terrein heeft nadien nog eeuwenlang een versterke hoeve gestaan die op oude kaarten als Netelbergh staat vermeld.

## Ligging
In de weilanden in Heuven lag tot 1986 nog een lage afgeplatte heuvel. Om de heuvel was nog een oude grachtenloop te zien. Vlakbij werden in 1983 enkele zware steenbrokken, tufsteen, blokken zandsteen en zeer oude kantstenen gevonden (tufsteen duidt op ouderdom, omdat dit soort stenen voor opkomst van gebakken stenen wordt gebruikt). Deze spaarzame resten zijn in 1986 grotendeels verdwenen bij egalisering van het terrein. In 2008 heeft de gemeente archeologisch onderzoek laten uitvoeren naar de restanten van het oude kasteel bij Etten. Daaruit bleek dat het kasteel bestond uit een grote mottetoren, een voorburcht, drie versterkte gebouwen en drie grachten. De exacte omvang van kasteelterrein is onbekend omdat deze onder de Slingerparallel doorloopt. De archeologen kunnen daardoor nog enig onderzoek doen omdat een deel van het kasteelterrein daardoor buiten de bescherming valt. De verhoging in het landschap mag niet aangeraakt worden.